# Powiat sycowski
Powiat sycowski – polski powiat istniejący w latach 1945–1975. Znajdował się na obszarze współczesnego powiatu oleśnickiego (woj. dolnośląskie). Jego ośrodkiem administracyjnym był Syców.

## Historia
Polski powiat sycowski powstał w miejsce niemieckiego powiatu Groß Wartenberg, który po II wojnie światowej przypadł Polsce.
W 1945 r. cała jednostka włączona została do Polski i przekształcona w powiat sycowski, a przeważająca część jego mieszkańców wysiedlono do Niemiec. 28 czerwca 1946 wszedł w skład nowo utworzonego woj. wrocławskiego. Powiat objął 3 miasta (Międzybórz, Syców, Twardogóra) i 5 gmin (Dziadowa Kłoda, Kuźnica Czeszycka, Międzybórz, Twardogóra i Wojciechowo Wielkie. Powiat wchodził w skład województwa wrocławskiego.
29 lutego 1956 do powiatu sycowskiego (do gromady Międzybórz) włączono miejscowość Niwki Książęce z gromady Kuźnica Myślniewska w powiecie ostrzeszowskim w woj. poznańskim.
Po reformie administracyjnej w 1975 roku terytorium powiatu zostało podzielone przez nowe (mniejsze) województwo wrocławskie oraz województwo kaliskie. Powiatu nie przywrócono w roku 1999 a sam Syców włączono do powiatu oleśnickiego.